# Gumball 3000
 (avril 2025).
Motif : Alimenté par un CAOU qui gonfle l'article avec des sources primaires. Confusion douteuse entre la marque et le rallye.
- Archive Wikiwix
- Bing
- Cairn
- DuckDuckGo
- E. Universalis
- Gallica
- Google
- G. Books
- G. News
- G. Scholar
- Persée
- Qwant
- (zh) Baidu
- (ru) Yandex
- (wd) trouver des œuvres sur Wikidata

| 1. | Préciser le motif de la pose du bandeau. | Précisez le motif de la pose du bandeau en utilisant la syntaxe suivante : {{admissibilité à vérifier\|date=juin 2025\|motif=remplacez ce texte par le motif}}                    |
| 2. | Informer les utilisateurs concernés.     | Pensez à avertir le créateur de l'article, par exemple, en insérant le code ci-dessous sur sa page de discussion : {{subst:avertissement admissibilité à vérifier\|Gumball 3000}} |

 (avril 2025).
Pour les articles homonymes, voir Gumball.
 (avril 2025).

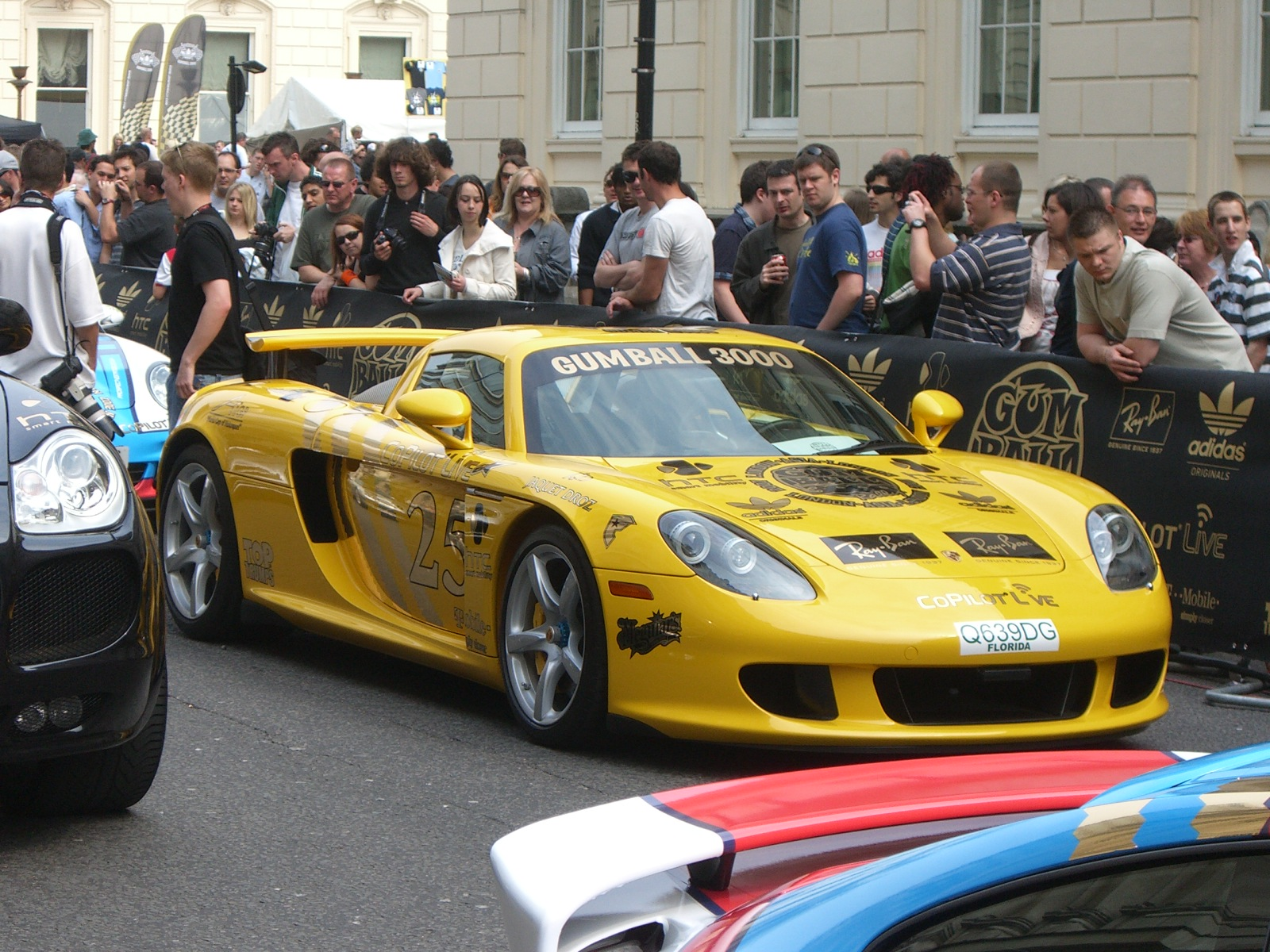
Une Porsche Carrera GT lors de l'édition 2007.

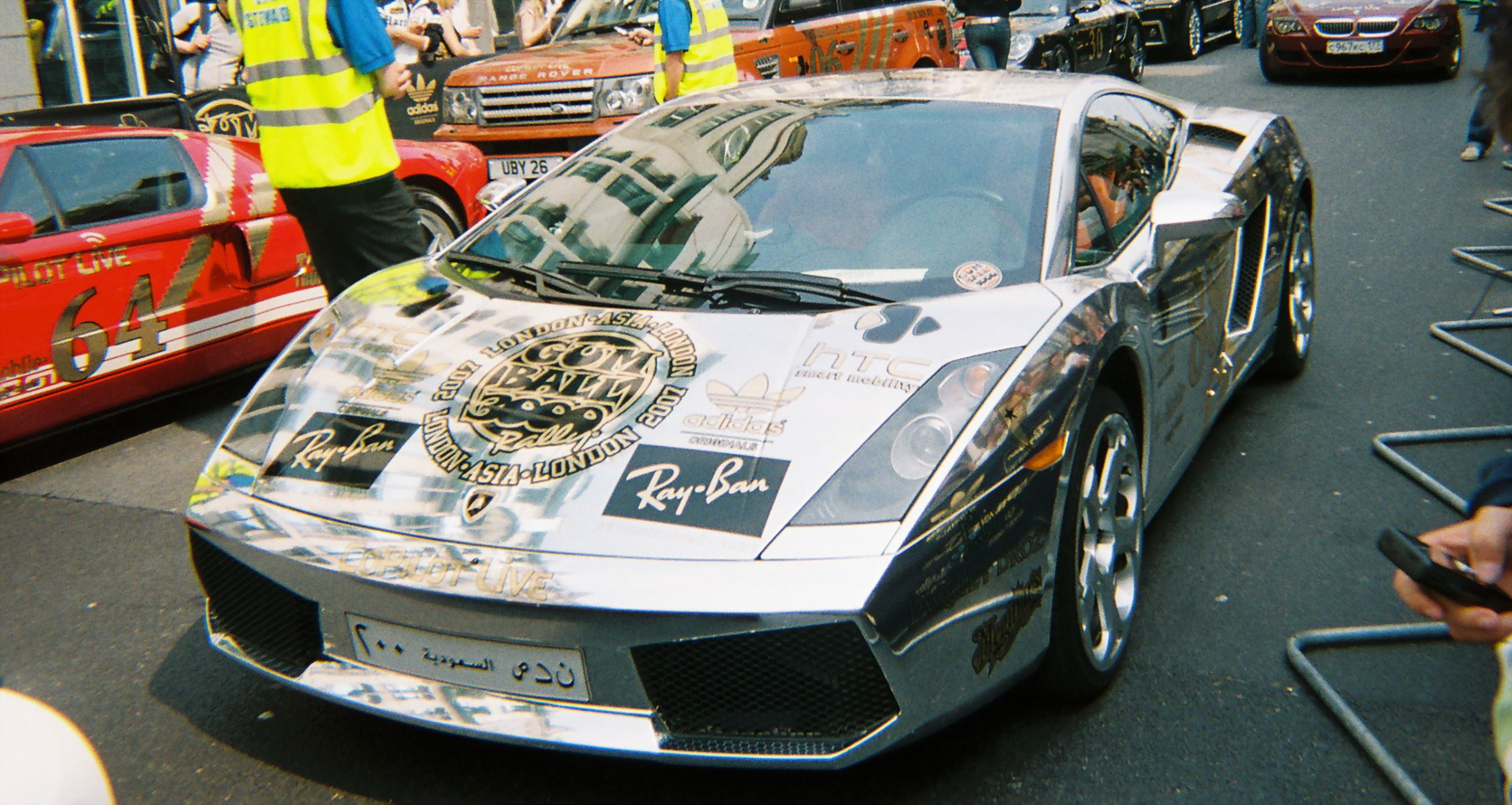
Une Lamborghini Gallardo.

Gumball 3000 est une marque connue pour son rallye annuel Gumball 3000, un rallye automobile international se déroulant sur des routes publiques.
Fondée en 1999 par l'entrepreneur britannique Maximillion Cooper, la marque a été créée dans le but de fusionner l'automobile, la musique, la mode et la culture populaire.

## Format du rallye
Le rallye Gumball 3000 rassemble environ 120 véhicules parcourant plusieurs pays lors d’un trajet de 3 000 miles sur six jours. Parfois, l’itinéraire inclut des voyages intercontinentaux, nécessitant le transport des véhicules par avion cargo. Les participants circulent sur des routes publiques, utilisant une variété de véhicules allant des voitures classiques personnalisées aux hypercars ultra-performantes, et assistent chaque soir à des événements VIP exclusifs, des dîners ou des soirées.
Tout au long du parcours, le rallye propose des expériences uniques, notamment des points de contrôle à l’heure du déjeuner et des arrêts nocturnes dans de grandes villes, où certaines routes principales sont temporairement fermées pour permettre l’accès aux véhicules participants. Fondé en 1999 par Maximillion Cooper, le rallye a d’abord commencé comme un simple road trip entre amis. Les organisateurs insistent sur le fait qu’il s’agit d’un événement lifestyle plutôt que d’une course ou d’une compétition, soulignant cela avec le slogan « C’est un rallye, pas une course ».
L’inscription au rallye nécessite le paiement de frais de participation. Toronto Life estime le coût à environ 75 000 $, tandis que The Globe and Mail mentionne un tarif de 85 000 $ pour un nouveau participant et d’environ 50 000 $ pour un habitué.
Chaque année, les participants sont répartis à parts égales entre nouveaux venus et anciens participants, appelés « alumni ». Ceux qui prennent part à l’événement sont communément désignés sous le nom de « Gumballers ».

## Historique du rallye

### 1999 - 2004
Le Gumball 3000 a été lancé pour la première fois en 1999. Maximillion Cooper a créé cet événement après que lui et un groupe d'amis aient décidé de conduire leurs supercars à travers l'Europe lors d'un voyage de 3 000 miles, qu'ils ont appelé un rallye. Initialement destiné aux amis de Cooper, le rallye nécessitait des frais d'inscription de 8 700 $, et les participants devaient utiliser leurs propres véhicules.
Le concept du premier événement a été inspiré par plusieurs courses internationales. En 1933, le pilote de moto Erwin Baker a traversé les États-Unis d'un océan à l'autre en 54 heures, gagnant le surnom de "Cannonball". Cela a inspiré une série de courses Cannonball aux États-Unis et en Europe au cours des décennies suivantes. Le premier prix de ces courses était une machine à bonbons gumball, ce qui a été suggéré comme l'origine du nom de la marque Gumball 3000.
Le premier rallye a eu lieu en 1999, débutant à Londres et se dirigeant vers Rimini, en Italie, avant de revenir à Londres. Cooper a organisé différents événements chaque soir, allant de fêtes à des dîners. Le rallye a attiré une couverture médiatique importante au Royaume-Uni en raison de la participation de personnalités de haut niveau, telles que Kate Moss, Guy Ritchie, Kylie et Dannii Minogue.
Après le succès du premier rallye, le deuxième Gumball 3000 en 2000 a commencé à Marble Arch à Londres, puis s'est dirigé vers l'aéroport de Stansted pour prendre un vol vers l'Espagne. Le rallye a continué à travers Bilbao, Cannes, Milan, le château de l'Hôtel Bühlerhöhe, le circuit GP de Nürburgring et Hambourg avant de revenir à Londres.
Les voitures participant au rallye ont été filmées dans un épisode spécial de Jackass diffusé sur MTV, qui est devenu l'épisode le plus regardé de l'année pour le réseau. Les participants du rallye de 2001 comprenaient le champion du monde de Formule 1 Damon Hill dans une Lamborghini et le comédien Vic Reeves, qui conduisait une Mercedes-AMG. En 2002, le Gumball 3000 a organisé son premier rallye d'un océan à l'autre à travers les États-Unis, de New York à Los Angeles. Les points de contrôle comprenaient la Maison Blanche à Washington, D.C., Graceland à Memphis, Tennessee, le Texas, Santa Ana Pueblo au Nouveau-Mexique, le Grand Canyon, Las Vegas et le Playboy Mansion à Los Angeles. Parmi les participants figuraient la créatrice de mode Donna Karan, les mannequins Jodie Kidd et Amy Wesson, et l'acteur Matthew McConaughey.
En 2003, Gumball 3000 : The Movie a été diffusé, un film de 98 minutes réalisé par Steven Green et narré par le défunt Burt Reynolds.
Le cinquième rallye annuel Gumball 3000 a commencé à San Francisco, sur la côte ouest des États-Unis, et s'est terminé à Miami, en Floride. Le rallye est passé par Reno, Nevada ; Las Vegas ; Tucson, Arizona ; White Sands, Nouveau-Mexique ; San Antonio, Texas ; et La Nouvelle-Orléans. Parmi les participants notables figuraient Travis Pastrana, le skateur professionnel Tony Hawk, qui conduisait une Dodge Viper, et le défunt Ryan Dunn de Jackass. Le rallye de 2004 a commencé à la Tour Eiffel à Paris, a traversé Biarritz, Madrid, Marbella, a traversé la mer Méditerranée jusqu'à Marrakesh, au Maroc, et a terminé à Barcelone pour le Grand Prix avant de finir au Festival de Cannes.

### 2005 - 2009: Croissance de l'événement
Jenson Button a agité le drapeau de départ du Gumball 3000 en 2005, qui s'est déroulé de Londres à Monte-Carlo. Les participants ont traversé Bruxelles, Prague, Vienne, Budapest, Dubrovnik, la Sicile, Rome et Florence, avant d'atteindre la ligne d'arrivée à Monte-Carlo. Parmi les célébrités participant à l'événement figuraient les mannequins Caprice Bourret et Jodie Kidd, le chanteur Jay Kay de Jamiroquai, le groupe de rock britannique The Darkness et Ken Block.
Le rallye de 2006 a débuté à Londres, avec des participants se dirigeant vers Vienne, Budapest et Belgrade, avant de prendre un vol de la Serbie vers la Thaïlande. L'itinéraire a continué à travers Phuket et Bangkok, avant de s'envoler pour Salt Lake City, l'événement se concluant par une fête au Playboy Mansion à Los Angeles. Travis Barker a participé au rallye de 2006, tout comme Martine McCutcheon, qui conduisait un Range Rover rose dans une équipe exclusivement féminine. Gumball 3000 Films a également produit un film intitulé 3000 Miles, qui suivait cinq autres participants : les skateurs Tony Hawk, Bam Margera et Mike Vallely, le rider BMX Mike Escamilla, et le coéquipier de Jackass de Margera, Ryan Dunn.
L'itinéraire de 2007 était prévu pour voyager de Londres à Istanbul, en passant par Amsterdam, Munich, Tirana, Dubrovnik et Athènes. Plus de 100 participants, dont les acteurs Tamer Hassan et Danny Dyer, ainsi que le mannequin et entrepreneur Caprice Bourret, devaient parcourir 16 pays en huit jours. Les frais d'inscription pour les participants débutants au rallye de 2007 étaient de 28 000 £. Malheureusement, pendant l'événement de 2007, un incident de circulation en Macédoine du Nord impliquant un véhicule participant a entraîné la mort de deux personnes. Le 2 mai 2007, une Porsche 997 Turbo TechArt, conduite par Nicholas Morley, est entrée en collision avec une Volkswagen Golf, tuant ses deux occupants.
Les organisateurs du Gumball 3000 ont initialement poursuivi le rallye jusqu'à ce que les faits concernant l'incident soient pleinement compris. À ce moment-là, ils ont annulé le reste de l'événement par respect. Suite à une audience judiciaire, Morley a été reconnu coupable de « mise en danger de la circulation, entraînant la mort » et a été condamné à une peine de prison avec sursis de deux ans. Après le verdict, la famille de Morley a publié une déclaration présentant les conclusions de son propre expert, qui contredisaient celles de l'expert de l'accusation.
En 2008, le rallye a voyagé de San Francisco à la Chine, se terminant aux Jeux Olympiques de Pékin. L'itinéraire a traversé Los Angeles, San Diego et Las Vegas avant de s'envoler pour Nankin, en Chine. Le rallye a également inclus une nuit en Corée du Nord pour les Jeux de Masse.

### 2010 - 2019
En 2010, plus de 100 voitures ont participé au rallye Gumball 3000, qui a commencé à Londres et s'est terminé à New York. Le parcours a traversé Amsterdam, Copenhague, Stockholm, Boston, Québec et Toronto. Michael Madsen a rejoint le rallye, mais a dû le quitter en Belgique après que son chauffeur ait été arrêté par la police pour excès de vitesse. Plusieurs autres célébrités ont participé à l'événement, dont Idris Elba et Cypress Hill. C'est lors de ce rallye que Maximillion Cooper a rencontré la rappeuse primée aux Grammy Awards Eve, qu'il a épousée en 2014 à la fin du rallye de cette année-là,.
Le rallye Gumball 3000 de 2011 a commencé à Covent Garden, Londres, et a vu les participants traverser Paris, Barcelone, Monaco, Venise et la Croatie avant de se terminer à Istanbul. La fête de lancement au Playboy Club de Londres a été fréquentée par Jo Wood, Vanessa White des The Saturdays, et l'ex-Pussycat Doll Melody Thornton. Les célébrités qui ont rejoint le rallye comprenaient David Hasselhoff, Eve, Xzibit et Tony Hawk.
Le rallye de 2012 a suivi un parcours "Sea to Shining Sea" à travers les États-Unis, allant de New York à Los Angeles, avec des arrêts à Toronto, Indianapolis, Kansas City, Santa Fe et Las Vegas,.
En 2013, Chernin Entertainment et Warner Bros. ont acquis les droits de produire et de développer un film basé sur le rallye Gumball 3000.
Le rallye de 2014 a vu une augmentation des frais de participation, qui étaient supposés être autour de 40 000 £. Il a commencé à Miami, avec les participants traversant Atlanta et New York, avant de prendre un vol pour l'Europe. Le parcours a continué à travers Édimbourg, Londres, Paris et Barcelone, avant de se terminer sur l'île d'Ibiza.
Lors de l'événement de 2014, DJ Deadmau5 et son co-pilote Tory Belleci ont conduit une Ferrari 458 Spider appelée 'Purrari', inspirée du mème Nyan Cat. Ferrari a délivré un ordre de cessation et d'abstention contre la voiture. Après le rallye, elle a été mise en vente sur Craigslist et vendue pour 380 000 $.
Le rallye Gumball 3000 de 2015 a suivi un itinéraire transatlantique de Stockholm à Las Vegas, avec des arrêts en Norvège, au Danemark, en Allemagne, aux Pays-Bas, à Reno, San Francisco et Los Angeles, avant un détour par la vallée de la mort avant d'arriver à Las Vegas. Lewis Hamilton a rejoint la dernière étape du rallye de Los Angeles à Las Vegas, conduisant une Koenigsegg Agera HH.
En 2016, le rallye a voyagé de Dublin à Bucarest. David Hasselhoff a agité le drapeau du départ à Dublin pour signaler le début de l'événement. Le parcours comprenait des arrêts à Édimbourg, Londres, Rust, Prague et Budapest avant de se terminer à Bucarest. Parmi les participants célèbres figuraient les pilotes de F1 David Coulthard et Jean Alesi, la rappeuse Eve, le DJ néerlandais Afrojack, Major Lazer, le rappeur Bun B, la pop star Marlon Roudette, le producteur de musique Dallas Austin, l'acteur Sullivan Stapleton, la star de la télé-réalité Calum Best et le YouTuber Calfreezy. Le rallye de 2016 a également présenté une 'Batmobile' unique basée sur une Lamborghini Gallardo, conduite par Team Galag. On estime que plus d'un million de fans ont assisté au rallye de 2016 dans tous les lieux.
Le rallye de 2017 a commencé le 1er juillet à Riga et a traversé Varsovie, Cracovie, Budapest, Dubrovnik, Porto Montenegro, Tirana, Volos, Athènes et s'est terminé à Mykonos, où les participants ont passé deux jours.
En 2018, le rallye a marqué le retour des voyages intercontinentaux. Il a commencé le 5 août à Londres, les participants ont traversé le Domaine de Chantilly en France, le Château Sforza à Milan, en Italie, et sont allés à Bologne avant de prendre un vol avec "Gumball Air" (un avion de Malaysia Airlines affrété par les organisateurs, avec un arrêt pour ravitaillement au Kazakhstan) pour Osaka, au Japon. Tous les véhicules participants ont été transportés au Japon par deux avions-cargos. De Osaka, le rallye a continué à Kyoto, Nanao et s'est terminé à Tokyo.
Le rallye Gumball 3000 de 2019 a eu lieu en juin, débutant à Mykonos, en Grèce, et se terminant sur l'île espagnole d'Ibiza. Le rallye a traversé Thessalonique en Grèce, Porto Montenegro au Monténégro, Venise en Italie, Monaco et Barcelone en Espagne. Le DJ néerlandais Afrojack a participé avec une Bugatti Veyron Grand Sport Vitesse et une Bugatti Chiron, toutes deux dans une livrée camouflage bleue assortie.

### 2020 - présent
En 2020, le rallye Gumball 3000 devait relier Toronto, Canada, à La Havane, Cuba. Cependant, l'événement a été annulé en raison de la pandémie de COVID-19, marquant la première annulation complète d’un rallye dans l’histoire de Gumball 3000. La pandémie se poursuivant en 2021, le rallye a été une nouvelle fois reporté à mai 2022.
Le 22ᵉ rallye annuel retardé s'est finalement déroulé en mai 2022, suivant un itinéraire de Toronto, Canada, à Miami, États-Unis. Initialement prévu pour se terminer à La Havane, Cuba, la ligne d'arrivée a été déplacée en raison des inquiétudes liées aux relations entre Cuba et la Russie après l'invasion de l'Ukraine par la Russie en mars 2022.
L'événement a débuté le 27 mai avec un concert public gratuit sur la place Yonge-Dundas de Toronto, mettant en vedette des artistes locaux ainsi que des performances de tête d'affiche du rappeur Bun B et de Deadmau5. Le départ officiel a eu lieu le lendemain au même endroit, avec David Hasselhoff revenant pour donner le coup d'envoi du rallye. Les participants ont ensuite traversé Indianapolis—où ils ont assisté aux 500 miles d'Indianapolis avec un accès VIP—avant de faire escale à Nashville et Atlanta. Le rallye s'est achevé au stade DRV PNK de l’Inter Miami, où s’est tenu le tout premier Gumball Goodwill Cup Charity Football Match, opposant les Gumball All-Stars XI à une équipe Laureus Sport for Good World XI.
Pour la première fois de son histoire, Gumball 3000 a organisé deux rallyes en une seule année afin de compenser les éditions annulées de 2020 et 2021. Le rallye « Moyen-Orient » s’est déroulé en novembre 2022, débutant à Dubaï, aux Émirats arabes unis, et suivant un itinéraire circulaire à travers Oman, passant par Jebel Akhdar, Salalah et Mascate, avant de revenir aux Émirats via Ras Al Khaimah. Là, Gumball 3000 a rejoint le Global Citizen Forum Charity Gala. Le rallye s'est terminé le 18 novembre à l'hôtel W d'Abou Dhabi, où les participants ont bénéficié d'un accès VIP à la finale de la saison 2022 du championnat de Formule 1, le Grand Prix d'Abou Dhabi. Ce rallye a également vu la participation de nouvelles célébrités, dont les influenceurs Michael Dapaah, ainsi que le rappeur French Montana, qui a assuré une performance lors du concert d'ouverture à Dubaï.
En juin 2023, Gumball 3000 a marqué son grand retour en Europe après quatre ans d’absence. Le Tour Européen a débuté le 10 juin à Édimbourg, en Écosse, puis a traversé Londres, Angleterre ; Amsterdam, Pays-Bas ; Verbier, Suisse ; Venise, Italie ; et Budapest, Hongrie, avant de se conclure dans la station balnéaire de Porto Montenegro.
En septembre 2024, Gumball 3000 a célébré son 25ᵉ anniversaire avec un rallye en Asie du Sud-Est. Celui-ci a commencé le 14 septembre à Saïgon, Vietnam, et a traversé le Cambodge, la Thaïlande et la Malaisie avant de se terminer à Singapour à l’occasion du Grand Prix de Formule 1 de Singapour. Cette édition a accueilli une sélection de personnalités et célébrités du web, parmi lesquelles Patrice Evra, Jimmy Graham, Ja Rule, Vikkstar123, IShowSpeed, Sara Choi, Daily Driven Exotics et Binz. 
Lors de l'étape cambodgienne du rallye, la Fondation Gumball 3000 a organisé son dîner de gala annuel et sa vente aux enchères caritative à Angkor Wat, dans le cadre de ses efforts continus de collecte de fonds. En parallèle des activités caritatives, Gumball 3000 et ses partenaires cambodgiens ont décroché un record du monde Guinness pour avoir organisé la plus grande exposition de supercars sur un site du patrimoine mondial de l'UNESCO, avec 179 véhicules exposés,,.
La 26e édition du rallye Gumball 3000 se déroule du 20 au 27 septembre 2025, suivant un itinéraire allant d’Istanbul à Ibiza, avec des étapes clés prévues à Bucarest, Belgrade, Florence, Nice et Valence.

## Vêtements, partenariats de marque et culture populaire
Depuis sa création, la popularité grandissante de Gumball 3000 a conduit au lancement de Gumball Apparel. Cette ligne de vêtements est conçue en interne, s’inspirant des précédents rallies Gumball 3000 et de la culture du sport automobile.
Depuis le lancement de la marque de vêtements, Gumball 3000 a collaboré sur plusieurs collections capsules avec de grandes maisons de mode. Ces partenariats incluent Puma,, Adidas et Nixon. Depuis 2019, la marque s’est également associée à la société de lunettes Carrera pour lancer plusieurs modèles en édition limitée. Cependant, Adidas a retiré son sponsoring de plusieurs millions de dollars après un accident mortel en 2007 ayant causé la mort d’un passant qui ne participait pas à l’événement,.
Gumball 3000 s’est diversifié dans plusieurs secteurs du divertissement, produisant des films, des jeux vidéo et des jouets.
En 2000, Top Trumps, un jeu de cartes très populaire au Royaume-Uni, a sorti une édition spéciale sous la marque Gumball 3000. En 2002, Climax Studios a développé et SCi a publié Gumball 3000: The Game sur PlayStation 2.
En 2001, Gumball 3000 a signé un partenariat avec MTV pour couvrir le rallye pendant cinq ans, avec une diffusion également assurée pour l’édition 2007.
La marque a également collaboré avec Hot Wheels pour produire des voitures miniatures en édition limitée. Les modèles Gumball 3000 Edition sont considérés comme des versions premium au sein de la gamme Hot Wheels.
En 2015, Guess a annoncé un partenariat avec Gumball 3000 pour le rallye de cette année-là, concevant des vestes exclusives pour les pilotes participants. La marque a également pris part à l’itinéraire de Stockholm à Las Vegas avec trois Dodge Vipers, conduites par des mannequins Guess. La même année, Armin Strom a dévoilé une montre officielle Gumball 3000.
Gumball 3000 s’est associé à plusieurs marques automobiles pour diverses raisons, notamment pour fournir des véhicules d’assistance au personnel, des voitures de célébrités et de sponsors, ainsi que pour organiser des événements tout au long du rallye. Parmi les constructeurs ayant collaboré avec Gumball 3000 figurent Abarth, Alfa Romeo, Nissan, Aston Martin et Koenigsegg.

## Itinéraires
| Année | Continents                    | Itinéraires | Notes |
| ----- | ----------------------------- | --- | ----- |
| 1999  | Europe                        | London, England » Paris, France » Le Mans, France » Monaco » Rimini, Italy » Nürburgring, Germany » London, England                                                                                                 |       |
| 2000  | Europe                        | London, England » Bilbao, Spain » Cannes, France » Milan, Italy » Baden-Baden, Germany » Hockenheim, Germany » Hamburg, Germany » London, England                                                                   |       |
| 2001  | Europe                        | London, England » Berlin, Germany » Vilnius, Lithuania » Saint Petersburg, Russia via Latvia » Helsinki, Finland » Stockholm, Sweden » Copenhagen, Denmark » Beaulieu, England                                      |       |
| 2002  | North America                 | New York City, New York » Washington, D.C. » Nashville, Tennessee » Dallas, Texas » Sante Fe, New Mexico » Las Vegas, Nevada » Los Angeles, California                                                              |       |
| 2003  | North America                 | San Francisco, California » Reno, Nevada » Las Vegas, Nevada » Tucson, Arizona » White Sands, New Mexico » San Antonio, Texas » New Orleans, Louisiana » Miami, Florida                                             |       |
| 2004  | Europe et Afrique             | Paris, France » Clermont-Ferrand, France » Madrid, Spain » Marbella, Spain » Casablanca, Morocco » Marrakech, Morocco » Barcelona, Spain » Cannes, France                                                           |       |
| 2005  | Europe                        | London, England » Brussels, Belgium » Prague, Czech Republic » Vienna, Austria » Budapest, Hungary »Dubrovnik, Croatia » Taormina, Italy » Rome, Italy » Florence, Italy » Monaco                                   |       |
| 2006  | Europe, Asia et North America | London, England » Vienna, Austria » Budapest, Hungary » Belgrade, Serbia » Phuket, Thailand » Bangkok, Thailand » Salt Lake City, Utah » Las Vegas, Nevada » Los Angeles, California                                |       |
| 2007  | Europe                        | London, England » Amsterdam, Netherlands » Frankfurt-Hahn, Germany » Istanbul, Turkey » Tirana, Albania » Dubrovnik, Croatia » Bratislava, Slovakia                                                                 |       |
| 2008  | North America et Asia         | San Francisco, California » Los Angeles, California » San Diego, California » Las Vegas, Nevada » Pyongyang, North Korea » Hangzhou, China » Shanghai, China » Xuzhou, China » Beijing, China                       |       |
| 2009  | North America                 | Santa Monica, California » Las Vegas, Nevada » Sedona, Arizona » Santa Fe, New Mexico » Dallas, Texas » New Orleans, Louisiana » Orlando, Florida » Miami, Florida                                                  |       |
| 2010  | Europe et North America       | London, England » Amsterdam, Netherlands » Copenhagen, Denmark » Stockholm, Sweden » Boston, Massachusetts » Quebec City, Canada » Toronto, Canada » New York City, New York                                        |       |
| 2011  | Europe                        | London, England » Paris, France » Barcelona, Spain » Monaco » Venice, Italy » Belgrade, Serbia » Sofia, Bulgaria » Istanbul, Turkey                                                                                 |       |
| 2012  | North America                 | New York City, New York » Niagara Falls » Toronto, Canada » Indianapolis, Indiana » Kansas City, Kansas » Santa Fe, New Mexico » Las Vegas, Nevada » Los Angeles, California                                        |       |
| 2013  | Europe                        | Copenhagen, Denmark » Stockholm, Sweden » Helsinki, Finland » Saint Petersburg, Russia » Tallinn, Estonia » Riga, Latvia » Vilnius, Lithuania » Warsaw, Poland » Kraków, Poland » Vienna, Austria » Monaco          |       |
| 2014  | North America et Europe       | Miami, Florida » Atlanta, Georgia » New York City, New York » Edinburgh, Scotland » Manchester, England » London, England » Paris, France » Barcelona, Spain » Valencia, Spain » Ibiza, Spain                       |       |
| 2015  | Europe et North America       | Stockholm, Sweden » Oslo, Norway » Copenhagen, Denmark » Amsterdam, Netherlands » Reno, Nevada » San Francisco, California » Los Angeles, California » Las Vegas, Nevada                                            |       |
| 2016  | Europe                        | Dublin, Ireland » Belfast, Northern Ireland » Edinburgh, Scotland » Manchester, England » London, England » Rust, Germany » Prague, Czech Republic » Budapest, Hungary » Transylvania, Romania » Bucharest, Romania |       |
| 2017  | Europe                        | Riga, Latvia » Vilnius, Lithuania » Warsaw, Poland » Kraków, Poland » Budapest, Hungary » Dubrovnik, Croatia » Porto Montenegro, Montenegro » Tirana, Albania » Volos, Greece » Athens, Greece » Mykonos, Greece    |       |
| 2018  | Europe et Asia                | London, England » Chantilly, France » Milan, Italy » Bologna, Italy » Osaka, Japan » Kyoto, Japan » Nanao, Japan » Tokyo, Japan                                                                                     |       |
| 2019  | Europe                        | Mykonos, Greece » Thessaloniki, Greece, » Porto Montenegro, Montenegro » Venice, Italy » Monaco » Barcelona, Spain » Ibiza, Spain                                                                                   |       |
| 2022  | North America                 | Toronto, Canada » Indianapolis, Indiana » Nashville, Tennessee » Atlanta, Georgia » Miami, Florida |       |
| 2022  | Middle East                   | Dubai, United Arab Emirates » Jebel Akhdar, Oman » Salalah, Oman » Muscat, Oman » Ras Al Khaimah, United Arab Emirates » Abu Dhabi, United Arab Emirates                                                            |       |
| 2023  | Europe                        | Edinburgh, Scotland » London, England » Amsterdam, Netherlands » Verbier, Switzerland » Venice, Italy » Budapest, Hungary » Porto Montenegro , Montenegro                                                           |       |
| 2024  | South East Asia               | Ho Chi Minh City, Vietnam » Phnom Penh, Cambodia » Angkor Wat, Cambodia » Bangkok, Thailand » Krabi, Thailand » Kuala Lumpur & Sepang, Malaysia » Singapore F1 Grand Prix, Singapore                                |       |